# Saison 1978-1979 de la LNH
Saison précédente Saison suivante
La saison 1978-1979 est la 62e saison régulière de la Ligue nationale de hockey.
Pour la première fois depuis la saison 1941-1942, le nombre de franchise diminue. En effet, les Barons de Cleveland et les North Stars du Minnesota ayant une situation financière trop faible, il est décidé fusionner les deux franchises et de passer ainsi à 17 équipes.
Ces 17 équipes ont joué chacune 80 matchs.
Le Match des étoiles n'a pas lieu cette saison et est remplacé par un match entre une sélection de joueurs de la ligue contre l'équipe soviétique qui remporte le match. Depuis sa systématisation, il s'agit de la première annulation du Match des étoiles.

## Saison régulière
Les Islanders de New York deviennent champion avec un point d'avance sur les Canadiens de Montréal.

### Classements finaux

#### Association Prince de Galles
| Clt   | Équipe                   | PJ | V  | D  | N  | BP  | BC  | Pts |
| ----- | ------------------------ | -- | -- | -- | -- | --- | --- | --- |
| +001, | Bruins de Boston         | 80 | 43 | 23 | 14 | 316 | 270 | 100 |
| +002, | Sabres de Buffalo        | 80 | 36 | 28 | 16 | 280 | 263 | 88  |
| +003, | Maple Leafs de Toronto   | 80 | 34 | 33 | 13 | 267 | 252 | 81  |
| +004, | North Stars du Minnesota | 80 | 28 | 40 | 12 | 257 | 289 | 68  |

| Clt   | Équipe                 | PJ | V  | D  | N  | BP  | BC  | Pts |
| ----- | ---------------------- | -- | -- | -- | -- | --- | --- | --- |
| +001, | Canadiens de Montréal  | 80 | 52 | 17 | 11 | 337 | 204 | 115 |
| +002, | Penguins de Pittsburgh | 80 | 36 | 31 | 13 | 281 | 279 | 85  |
| +003, | Kings de Los Angeles   | 80 | 34 | 34 | 12 | 292 | 286 | 80  |
| +004, | Capitals de Washington | 80 | 24 | 41 | 15 | 273 | 338 | 63  |
| +005, | Red Wings de Détroit   | 80 | 23 | 41 | 16 | 252 | 295 | 62  |

#### Association Clarence Campbell
| Clt   | Équipe                 | PJ | V  | D  | N  | BP  | BC  | Pts |
| ----- | ---------------------- | -- | -- | -- | -- | --- | --- | --- |
| +001, | Islanders de New York  | 80 | 51 | 15 | 14 | 358 | 214 | 116 |
| +002, | Flyers de Philadelphie | 80 | 40 | 25 | 15 | 281 | 248 | 95  |
| +003, | Rangers de New York    | 80 | 40 | 29 | 11 | 316 | 292 | 91  |
| +004, | Flames d'Atlanta       | 80 | 41 | 31 | 8  | 327 | 280 | 90  |

| Clt   | Équipe                 | PJ | V  | D  | N  | BP  | BC  | Pts |
| ----- | ---------------------- | -- | -- | -- | -- | --- | --- | --- |
| +001, | Black Hawks de Chicago | 80 | 29 | 36 | 15 | 244 | 277 | 73  |
| +002, | Canucks de Vancouver   | 80 | 25 | 42 | 13 | 217 | 291 | 63  |
| +003, | Blues de Saint-Louis   | 80 | 18 | 50 | 12 | 249 | 348 | 48  |
| +004, | Rockies du Colorado    | 80 | 15 | 53 | 12 | 210 | 331 | 42  |

- Champion de la saison régulière
- Qualifié pour les quarts de finale des séries éliminatoires
- Qualifié pour le tour préliminaire des séries éliminatoires

### Meilleurs Pointeurs
| Joueur         | Équipe                | PJ | B  | A  | Pts | Pun |
| -------------- | --------------------- | -- | -- | -- | --- | --- |
| Bryan Trottier | Islanders de New York | 76 | 47 | 87 | 134 | 50  |
| Marcel Dionne  | Los Angeles           | 80 | 59 | 71 | 130 | 30  |
| Guy Lafleur    | Montréal              | 80 | 52 | 77 | 129 | 28  |
| Mike Bossy     | Islanders de New York | 80 | 69 | 57 | 126 | 25  |
| Bob MacMillan  | Atlanta               | 79 | 37 | 71 | 108 | 14  |
| Guy Chouinard  | Atlanta               | 80 | 50 | 57 | 107 | 14  |
| Denis Potvin   | Islanders de New York | 73 | 31 | 70 | 101 | 58  |
| Bernie Federko | Saint-Louis           | 74 | 31 | 64 | 95  | 14  |
| Dave Taylor    | Los Angeles           | 78 | 43 | 48 | 91  | 124 |
| Clark Gillies  | Islanders de New York | 75 | 35 | 56 | 91  | 68  |

## Séries éliminatoires de la Coupe Stanley
Les séries se déroulent au meilleur des 3 matchs pour le tour préliminaire puis au meilleur des 7 matchs pour les tours suivants.

### Tableau récapitulatif
|  | Tour préliminaire | Tour préliminaire      | Tour préliminaire | Tour préliminaire      |   |                        | Quarts de finale | Quarts de finale | Quarts de finale | Quarts de finale |  |  | Demi-finales | Demi-finales | Demi-finales | Demi-finales |  |  | Finale | Finale | Finale | Finale |
|  |                   |                        |                   |                        |   |                        |                  |                  |                  |                  |  |  |              |              |              |              |  |  |        |        |        |        |
|  |                   |                        |                   |                        |   |                        |                  |                  |                  |                  |  |  |              |              |              |              |  |  |        |        |        |        |
|  |                   |                        |                   |                        |   |                        |                  |                  |                  |                  |  |  |              |              |              |              |  |  |        |        |        |        |
|  |                   |                        |                   |                        |   |                        |                  |                  |                  |                  |  |  |              |              |              |              |  |  |        |        |        |        |
|  |                   |                        |                   |                        |   |                        |                  |                  |                  |                  |  |  |              |              |              |              |  |  |        |        |        |        |
|  | 1                 | Islanders de New York  | 4                 | 4                      |   |                        |                  |                  |                  |                  |  |  |              |              |              |              |  |  |        |        |        |        |
|  | 1                 | Islanders de New York  | 4                 | 4                      |   |                        |                  |                  |                  |                  |  |  |              |              |              |              |  |  |        |        |        |        |
|  |                   |                        | 11                | Black Hawks de Chicago | 0 | 0                      |                  |                  |                  |                  |  |  |              |              |              |              |  |  |        |        |        |        |
|  | 4                 | Flyers de Philadelphie | 11                | Black Hawks de Chicago | 0 | 0                      | 2                | 2                |                  |                  |  |  |              |              |              |              |  |  |        |        |        |        |
|  | 4                 | Flyers de Philadelphie |                   |                        |   |                        |                  | 2                |                  |                  |  |  |              |              |              |              |  |  |        |        |        |        |
|  | 12                | Canucks de Vancouver   | 1                 | 1                      |   |                        |                  |                  |                  |                  |  |  |              |              |              |              |  |  |        |        |        |        |
|  | 12                | Canucks de Vancouver   | 1                 | 1                      | 1 | Islanders de New York  | 2                | 2                |                  |                  |  |  |              |              |              |              |  |  |        |        |        |        |
|  |                   |                        |                   |                        | 1 | Islanders de New York  | 2                | 2                |                  |                  |  |  |              |              |              |              |  |  |        |        |        |        |
|  |                   |                        | 5                 | Rangers de New York    | 4 | 4                      |                  |                  |                  |                  |  |  |              |              |              |              |  |  |        |        |        |        |
|  |                   |                        |                   |                        | 4 | 4                      |                  |                  |                  |                  |  |  |              |              |              |              |  |  |        |        |        |        |
|  |                   |                        |                   |                        |   |                        |                  |                  |                  |                  |  |  |              |              |              |              |  |  |        |        |        |        |
|  |                   |                        |                   |                        |   |                        |                  |                  |                  |                  |  |  |              |              |              |              |  |  |        |        |        |        |
|  | 2                 | Canadiens de Montréal  | 4                 | 4                      |   |                        |                  |                  |                  |                  |  |  |              |              |              |              |  |  |        |        |        |        |
|  | 2                 | Canadiens de Montréal  | 4                 | 4                      |   |                        |                  |                  |                  |                  |  |  |              |              |              |              |  |  |        |        |        |        |
|  |                   |                        | 9                 | Maple Leafs de Toronto | 0 | 0                      |                  |                  |                  |                  |  |  |              |              |              |              |  |  |        |        |        |        |
|  | 5                 | Rangers de New York    | 9                 | Maple Leafs de Toronto | 0 | 0                      | 2                | 2                |                  |                  |  |  |              |              |              |              |  |  |        |        |        |        |
|  | 5                 | Rangers de New York    |                   |                        |   |                        |                  | 2                |                  |                  |  |  |              |              |              |              |  |  |        |        |        |        |
|  | 10                | Kings de Los Angeles   | 0                 | 0                      |   |                        |                  |                  |                  |                  |  |  |              |              |              |              |  |  |        |        |        |        |
|  | 10                | Kings de Los Angeles   | 0                 | 0                      | 5 | Rangers de New York    | 1                | 1                |                  |                  |  |  |              |              |              |              |  |  |        |        |        |        |
|  |                   |                        |                   |                        | 5 | Rangers de New York    | 1                | 1                |                  |                  |  |  |              |              |              |              |  |  |        |        |        |        |
|  |                   |                        | 2                 | Canadiens de Montréal  | 4 | 4                      |                  |                  |                  |                  |  |  |              |              |              |              |  |  |        |        |        |        |
|  | 6                 | Flames d'Atlanta       | 2                 | Canadiens de Montréal  | 4 | 4                      | 0                | 0                |                  |                  |  |  |              |              |              |              |  |  |        |        |        |        |
|  | 6                 | Flames d'Atlanta       |                   |                        |   |                        |                  | 0                |                  |                  |  |  |              |              |              |              |  |  |        |        |        |        |
|  | 9                 | Maple Leafs de Toronto | 2                 | 2                      |   |                        |                  |                  |                  |                  |  |  |              |              |              |              |  |  |        |        |        |        |
|  | 9                 | Maple Leafs de Toronto | 2                 | 2                      | 3 | Bruins de Boston       | 4                | 4                |                  |                  |  |  |              |              |              |              |  |  |        |        |        |        |
|  |                   |                        |                   |                        | 3 | Bruins de Boston       | 4                | 4                |                  |                  |  |  |              |              |              |              |  |  |        |        |        |        |
|  |                   |                        | 8                 | Penguins de Pittsburgh | 0 | 0                      |                  |                  |                  |                  |  |  |              |              |              |              |  |  |        |        |        |        |
|  |                   |                        |                   |                        | 0 | 0                      |                  |                  |                  |                  |  |  |              |              |              |              |  |  |        |        |        |        |
|  |                   |                        |                   |                        |   |                        |                  |                  |                  |                  |  |  |              |              |              |              |  |  |        |        |        |        |
|  |                   |                        |                   |                        |   |                        |                  |                  |                  |                  |  |  |              |              |              |              |  |  |        |        |        |        |
|  | 2                 | Canadiens de Montréal  | 4                 | 4                      |   |                        |                  |                  |                  |                  |  |  |              |              |              |              |  |  |        |        |        |        |
|  | 2                 | Canadiens de Montréal  | 4                 | 4                      |   |                        |                  |                  |                  |                  |  |  |              |              |              |              |  |  |        |        |        |        |
|  |                   |                        | 3                 | Bruins de Boston       | 3 | 3                      |                  |                  |                  |                  |  |  |              |              |              |              |  |  |        |        |        |        |
|  | 7                 | Sabres de Buffalo      | 3                 | Bruins de Boston       | 3 | 3                      | 1                | 1                |                  |                  |  |  |              |              |              |              |  |  |        |        |        |        |
|  | 7                 | Sabres de Buffalo      |                   |                        |   |                        |                  | 1                |                  |                  |  |  |              |              |              |              |  |  |        |        |        |        |
|  | 8                 | Penguins de Pittsburgh | 2                 | 2                      |   |                        |                  |                  |                  |                  |  |  |              |              |              |              |  |  |        |        |        |        |
|  | 8                 | Penguins de Pittsburgh | 2                 | 2                      | 4 | Flyers de Philadelphie | 1                | 1                |                  |                  |  |  |              |              |              |              |  |  |        |        |        |        |
|  |                   |                        |                   |                        | 4 | Flyers de Philadelphie | 1                | 1                |                  |                  |  |  |              |              |              |              |  |  |        |        |        |        |
|  |                   |                        | 5                 | Rangers de New York    | 4 | 4                      |                  |                  |                  |                  |  |  |              |              |              |              |  |  |        |        |        |        |
|  |                   |                        |                   |                        | 4 | 4                      |                  |                  |                  |                  |  |  |              |              |              |              |  |  |        |        |        |        |
|  |                   |                        |                   |                        |   |                        |                  |                  |                  |                  |  |  |              |              |              |              |  |  |        |        |        |        |
|  |                   |                        |                   |                        |   |                        |                  |                  |                  |                  |  |  |              |              |              |              |  |  |        |        |        |        |
|  |                   |                        |                   |                        |   |                        |                  |                  |                  |                  |  |  |              |              |              |              |  |  |        |        |        |        |
|  |                   |                        |                   |                        |   |                        |                  |                  |                  |                  |  |  |              |              |              |              |  |  |        |        |        |        |

### Finale de la Coupe Stanley
Les Canadiens de Montréal gagnent la série par 4 victoires contre 1 et remportent ainsi une quatrième fois de suite la Coupe Stanley.
| 13 mai 1979 | Montréal | 1-4 (0-2, 1-2, 0-0) | Rangers de New York |  |

| 15 mai 1979 | Montréal | 6-2 (3-2, 2-0, 1-0) | Rangers de New York |  |

| 17 mai 1979 | Rangers de New York | 1-4 (0-2, 0-0, 1-2) | Montréal |  |

| 19 mai 1979 | Rangers de New York | 3-4 (pr) (2-1, 0-1, 1-1, 0-1) | Montréal |  |

| 21 mai 1979 | Montréal | 4-1 (1-1, 3-0, 0-0) | Rangers de New York | 18 076 spectateurs |

| Feuille de match | Feuille de match | Feuille de match    | Feuille de match         | Feuille de match |
| ---------------- | --- | ------------------- | ------------------------ | ---------------- |
|                  | Chartraw (Houle) — 10 min 36 s Lemaire — 21 min 2 s (SN) Gainey (Jarvis, Houle) — 31 min 1 s Lemaire (Houle) — 38 min 49 s | 1-0 1-1 2-1 3-1 4-1 | Maloney Da — 19 min 59 s |                  |
| Dryden           | Gardiens | Davidson            |                          |                  |
|                  | |                     |                          |                  |
| 31               | Tirs | 15                  |                          |                  |

## Récompenses

### Trophées
| Trophée                      | Vainqueur                  | Équipe                   |
| ---------------------------- | -------------------------- | ------------------------ |
| Trophée Calder               | Bobby Smith                | North Stars du Minnesota |
| Trophée Lester-B.-Pearson    | Marcel Dionne              | Kings de Los Angeles     |
| Trophée Art-Ross             | Bryan Trottier             | Islanders de New York    |
| Trophée Hart                 | Bryan Trottier             | Islanders de New York    |
| Trophée Conn-Smythe          | Bob Gainey                 | Canadiens de Montréal    |
| Trophée Bill-Masterton       | Serge Savard               | Canadiens de Montréal    |
| Trophée Frank-J.-Selke       | Bob Gainey                 | Canadiens de Montréal    |
| Trophée Jack-Adams           | Al Arbour                  | Islanders de New York    |
| Trophée James-Norris         | Denis Potvin               | Islanders de New York    |
| Trophée Lady Byng            | Bob MacMillan              | Flames d'Atlanta         |
| Trophée Lester-Patrick       | Bobby Orr                  | Bobby Orr                |
| Trophée Vézina               | Ken Dryden Michel Larocque | Canadiens de Montréal    |
| Trophée plus-moins de la LNH | Bryan Trottier             | Islanders de New York    |

| Trophée                      | Équipe                |
| ---------------------------- | --------------------- |
| Trophée Clarence-S.-Campbell | Islanders de New York |
| Trophée Prince de Galles     | Canadiens de Montréal |
| Coupe Stanley                | Canadiens de Montréal |

### Équipes d'étoiles
| Position       | Première équipe | Première équipe       | Deuxième équipe | Deuxième équipe        |
| Position       | Joueur          | Équipe                | Joueur          | Équipe                 |
| -------------- | --------------- | --------------------- | --------------- | ---------------------- |
| Gardien de but | Ken Dryden      | Canadiens de Montréal | Glenn Resch     | Islanders de New York  |
| Défenseur      | Denis Potvin    | Islanders de New York | Börje Salming   | Maple Leafs de Toronto |
| Défenseur      | Larry Robinson  | Canadiens de Montréal | Serge Savard    | Canadiens de Montréal  |
| Ailier gauche  | Clark Gillies   | Islanders de New York | Bill Barber     | Flyers de Philadelphie |
| Centre         | Bryan Trottier  | Islanders de New York | Marcel Dionne   | Kings de Los Angeles   |
| Ailier droit   | Guy Lafleur     | Canadiens de Montréal | Mike Bossy      | Islanders de New York  |